# Konrad von Ergersheim
Konrad von Ergersheim (mort le 19 février 1203) est elekt (de) de Bamberg de 1202 à sa mort.

## Biographie
Konrad von Ergersheim vient certainement d'une famille du diocèse de Wurtzbourg. Il est domherr en 1183 puis domkustos (de) de Bamberg en 1185.
Il est ordonné prêtre en 1191 puis prévôt de la cathédrale en 1196.
Après la mort de l'évêque de Bamberg Timo, Konrad von Ergersheim est élu entre sa mort en octobre 1201 et janvier 1202. Il reçoit en janvier 1202 la régale du roi Philippe de Souabe à Halle. À ce moment, il aurait rencontré des princes dans le différend sur le trône allemand contre le légat apostolique. C'est sans doute pourquoi il ne reçoit pas le consentement du pape Innocent III. Il meurt le 19 février 1203 sans avoir reçu l'ordination épiscopale et est enterré dans la crypte du chœur de la cathédrale.

## Source, notes et références
- (de) Cet article est partiellement ou en totalité issu de l’article de Wikipédia en allemand intitulé « Konrad von Ergersheim » (voir la liste des auteurs).